# Halieutaea stellata
Halieutaea stellata là một loài của họ Ogcocephalidae tìm thấy trên thềm lục địa của Ấn Độ Dương, Thái Bình Dương ở độ sâu từ 50 đến 400 m. Chúng có thể dài 30 cm.